# Kethely vára
Kethely vára (horvátul: Torčec-Gradić) egy várhely Horvátországban, a Belovár-Bilogora megyei Dörnyéhez tartozó Torčec határában.

## Fekvése
A várhely Torčectől északra a Gliboki-patak közelében található. Régen a Dráva folyt erre, melynek medre kiszáradt folyókanyarulatok formájában ismerhető fel a környéken. Ma a vízben gazdag Gliboki, Segovina és Vratnec patakok folynak az említett területen. A vár a Gliboki és a Vratnec-patak összefolyásának közelében épült, mely a talajvízzel együtt nagyban hozzájárult a vár védelméhez. A várat körkörös árok és földsánc vette körül.

## Története
A vár története nem rekonstruálható a történelmi forrásokból, mert az ismert dokumentumok nem említik. A kerámia és állatcsontok viszonylag kis száma azt jelzi, hogy a késő középkorban a török háború során a környező települések lakossága alkalmanként használta az erődítményt. A terep régészeti szondázását harminc évvel ezelőtt végezték el. Az akkori faanalízis eredményei szerint 120 cm mélységben 1325 körül lerakott, durván faragott téglalap alakú és négyzet alakú, legfeljebb 15 x 15 cm-es tölgyfagerendák voltak láthatók. A 2002-es régészeti kutatás során egy másik belső földsánc és árok egy szakaszának feltárását eredményezte az erőd nyugati oldalán, a központ magasságával egy szintben.
A szondázás alapját a helyszínről készített légifotók adták, ahol egy sötétebb karika alakú foltot azonosítottak az erőd központi magassága körül, annak lejtőjén. A sáncok újonnan felfedezett részén belül a 12. század második feléből és a 13. századból származó rönkök maradványait találták meg a C14-es analízis során. A 2003-as feltáráskor a lelőhely keleti felén tártak fel egy szakaszt, melyről megállapították, hogy ezen az oldalon csak egy széles árok és sánc található, amely felismerhető a terep elrendezésében is. A második szonda nyilvánvalóvá tette az erőd nyugati oldalának egy másik középkori időszakhoz, vagyis a várépítés régebbi szakaszához való tartozását. Annak érdekében, hogy megértsük ennek a (a mai terepalakzatokban felismerhetetlen) sánc- és árokrendszernek a funkcióját szélesebb körű feltárásokra lenne szükség, de remélhetőleg a folyamatban lévő C14-es faanyag elemzések választ adnak majd erre a kérdésre. A vár 2003-as kutatása jelentős adatokat szolgáltatott az építkezés és a korabeli védelem módjáról. A kutató árokban függőlegesen bevert facölöpök sorozatát találták, amelyek valószínűleg további védelmi elemet jelentettek. Számos rönköt is találtak, amelyek az erőd keleti oldalán egy fahíd létezésére utalnak. Az idők során a védőárok részben visszatöltődött földrétegekkel, amelyekben kerámia edények, kályhák és vas tárgyak töredékei kerültek elő a 12. századtól és a 15. század végéig terjedő időszakból. A legtöbb lelet a 15. századra tehető. Számos edénytöredék is került elő, többszörösen tagolt, ún. Kragen típusú peremmel. Érdekesek a cserépkályhák díszes részeinek leletei is, amelyek a kályha felső peremét díszítették.

## A vár mai állapota
A központi domb déli része művelt, míg maga a domb műveletlen és füves. A várat körülvevő sánc az északi és a nyugati részen a legkiemelkedőbb, ahol többnyire sűrű bokrok borítják. A vár egykori kiterjedése, alaprajza leginkább a légifotókból ismerhető fel.